# Catharosoma mesorphinum
Catharosoma mesorphinum är en mångfotingart som först beskrevs av Carl Graf Attems 1898.  Catharosoma mesorphinum ingår i släktet Catharosoma och familjen orangeridubbelfotingar. Inga underarter finns listade i Catalogue of Life.